# Bernd Struck
Bernd Struck (* 10. Juli 1940 in Kiel) ist ein deutscher Physiker und ehemaliger Handballspieler.

## Werdegang
Bernd Struck begann 1949 bei Schwarz-Weiß Elmschenhagen mit dem Handball. 1956 wechselte er zum THW Kiel, wo er gemeinsam mit seinem Bruder Wolfgang 1962 und 1963 die deutsche Meisterschaft gewann. Ab 1967 spielte er mit den Zebras in der im Jahr zuvor neu geschaffenen Handball-Bundesliga, in der er bis zu seinem Karriereende 1973 in 82 Spielen 166 Tore erzielte, davon 38 per Siebenmeter. Nachdem der Kieler Trainer Hein Dahlinger im November 1972 zurückgetreten war, leitete Struck gemeinsam mit dem bisherigen Co-Trainer Kurt Bartels und Ligaobmann Rolf Krabbenhöft bis zum Ende der Saison 1972/73 das Training der Mannschaft. Die drei konnten aber den Abstieg in die Regionalliga nicht verhindern.
Struck bestritt vier Spiele für die deutsche Nationalmannschaft, mit der er an der Weltmeisterschaft 1964 in der Tschechoslowakei teilnahm, wo das Team den vierten Platz belegte.
Neben dem Handball studierte Struck Physik. Er promovierte 1971 an der Christian-Albrechts-Universität zu Kiel mit der Dissertation „Grundsätzliche Untersuchungen über Kanten-Anstiegsänderungen an Aufzeichnungssystemen mit Kathodenstrahlröhre und Optik“.
1982 schrieb er ein Buch über Hein Dahlinger, den langjährigen Spieler und Trainer des THW Kiel.

## Bibliografie
- Hein Dahlinger : „Wo de Handball kreiselt, dor bünn ick to Huus“. Kraft, Rendsburg 1982, ISBN 3-922165-18-4.